# Nasonovia crenicorna
Nasonovia crenicorna är en insektsart som först beskrevs av Smith, C.F. och Frank Hall Knowlton 1939.  Nasonovia crenicorna ingår i släktet Nasonovia och familjen långrörsbladlöss. Inga underarter finns listade i Catalogue of Life.